# サムホエア・アウト・ゼア
「サムホエア・アウト・ゼア」（"Somewhere Out There"）は、アメリカの歌手リンダ・ロンシュタットとジェームス・イングラムが1986年のアニメ映画『アメリカ物語』のサウンドトラック用に録音し、MCAレコードがリリースした楽曲。
この曲はジェームズ・ホーナー、バリー・マン、シンシア・ワイルによって作られ、ピーター・アッシャーとスティーヴ・タイレルによってプロデュースされた。イギリスでは8位、アイルランドでは6位となり、アメリカとカナダでは2位になった。

## 背景
この映画のプロデューサーのスティーヴン・スピルバーグはソングライターのバリー・マンとシンシア・ワイルをこの映画のサウンドトラックのための4曲をジェームズ・ホーナーとともに4週間で作るべく招へいした。作曲家たちは「ラジオになじみやすいヒット曲へのプレッシャーを感じることはなかった」が、スピルバーグがこの曲にトップ40ヒットとなるポテンシャルを感じており、世界的に有名なレコードアーティストであるリンダ・ロンシュタットとジェームス・イングラムがエンドロールに流すポップ・バージョンを録音するために雇われたことに驚かされた。映画の本編では、この曲は擬人化されたネズミのファイベルとターニャ・マウスクビッツのキャラクターとしてフィリップ・グラッサーとベッツィー・キャスカートによって演奏された。ロンシュタットのいつものプロデューサーであるピーター・アッシャーによってプロデュースされ、ロンシュタットとイングラムのシングルは1986年11月15日の『ビルボード』誌のアダルト・コンテンポラリー・チャートに31位で初登場し、同誌のホット100チャートでは1986年12月20日に83位で初登場した。1987年1月、この曲はロンシュタットを4年ぶりにトップ40入りさせ、最終的に3月14日の週に2位を獲得した。この週の1位はヒューイ・ルイス&ザ・ニュースの「ジェイコブズ・ラダー」だった。

## ミュージック・ビデオ
この曲のミュージック・ビデオはジェフリー・アベルソンによって演出、製作、編集がなされた。ニューヨークで撮影され、ロンシュタットとイングラムが別々の部屋で、それぞれのデスクについて映画のシーンを描き、彩色している様子が収められている。2人はどちらもファイヴァルとターニャと同じ仕草で窓の外に目をやる。映画からのクリップがビデオの中に挿入されている。

## 主題
歌詞からは、広大な距離で隔てられた2人が感じた愛が、やがて2人の愛が再会して再び一緒になれるという信念に励まされていることが伝わってくる。本編では、この曲を歌っている架空の登場人物、ファイベルとターニャ・マウスクビッツが兄妹であり、2人が共有する愛は一般的なものとして描かれている。しかし、エンドタイトルのポップ版では、よりロマンチックな愛として描かれている。

## 受賞
第30回グラミー賞で、この曲は最優秀楽曲賞と、最優秀楽曲賞映画、テレビ、その他映像部門賞を受賞した。また、ロンシュタットとイングラムは最優秀ポップ・デュオ/グループ・パフォーマンス賞にノミネートされた。
第44回ゴールデン・グローブ賞と第59回アカデミー賞では最優秀オリジナル曲にノミネートされたが、映画『トップガン』の「愛は吐息のように」に破れた。アカデミー賞のセレモニーでは、ナタリー・コールがイングラムとともにこの曲をライブで歌った。

## パーソネル
- リンダ・ロンシュタット、ジェームス・イングラム – ボーカル
- ボブ・マン（英語版） – ギター、編曲、指揮
- ウィリー・"ビーヴァー"・ヘイル（英語版）– リード・ギター
- リーランド・スカラー – ベース・ギター
- ドン・グロルニック、ガイ・ムーン（英語版） – キーボード
- デヴィッド・キテイ（英語版）、C.ウェルズ・クリスティー - シンセ・プログラム
- ラス・カンケル – ドラムス

## チャートと認定
| チャート(1986年–1987年)                  | 最高 順位 |
| ---------------------------------------- | --------- |
| オーストラリア (Australian Music Report) | 31        |
| カナダ トップシングルス (RPM)            | 2         |
| カナダ アダルト・コンテンポラリー (RPM)  | 2         |
| ヨーロッパ (Eurochart Hot 100)           | 42        |
| アイルランド (IRMA)                      | 6         |
| オランダ (Single Top 100)                | 51        |
| スウェーデン (Sverigetopplistan)         | 15        |
| UK シングルス (OCC)                      | 8         |
| US Billboard Hot 100                     | 2         |
| US Adult Contemporary (Billboard)        | 4         |

| Chart (1987)             | Position |
| ------------------------ | -------- |
| Canada Top Singles (RPM) | 20       |
| US Billboard Hot 100     | 39       |

| 国/地域                    | 認定 | 認定/売上数 |
| -------------------------- | ---- | ----------- |
| アメリカ合衆国 (RIAA)      | Gold | 500,000^    |
| ^ 認定のみに基づく出荷枚数 |      |             |

## カバー
ザ・ジェッツはこの曲のカバーをアルバム『Christmas With The Jets』に収録し、1986年にオリジナル・サウンドトラックの少し後にリリースした。
1987年の春、歌手のライザ・ミネリは歴史的な音楽会場であるカーネーギーホールでの3週間のコンサートで、「ニューヨーク・タイムズ」紙の音楽評論家スティーヴン・ホールデンの言葉を借りればこの曲の「見事な演奏」を披露した。このコンサートの録音はテラーク・レコードから1987年後半にリリースされた。
ドリー・パートンはドラマ『浮気なおしゃれミディ』の第4シーズン第14話の最後にこの曲から2行分を歌った。
1990年、小林明子もこの曲を日本語歌詞でカバーしており、タイトルは「こころの炎」となっている。 この曲はTBS系ドラマ『芸能社会』の主題歌となっています。
この曲はインドネシアの国立高校のボーカル・グループによって政府系テレビでカバーされた。
1998年12月12日、Purwacaraka児童合唱団は子ども向けタレントショー番組『KRING KRING OLALA YESS!!!』でこの曲をカバーした。
バリー・マンはこの曲を自身のアルバム『ソウル&インスピレーション』でカバーし、1999年9月21日にアトランティック・レコードからリリースした。
ダニー・プディとドナルド・グローヴァーはこの曲をテレビドラマ『コミ・カレ!!』の第1シーズンの最中にこの曲を歌った。2人によるカバーは番組の公式サウンドトラックとしてもリリースされた。
スーザン・ボイルは、2016年のアルバム『A Wonderful World』でマイケル・ボルトンとともにこの曲をカバーした。